# Havasupai Indian Reservation
Die Havasupai Indian Reservation (Havsuw’ Baaja oder Havsu ‘Baaja) ist ein im Jahr 1882 gegründetes US-amerikanisches Indianerreservat für den Stamm der Havasupai im Nordwesten Arizonas.

## Etymologie

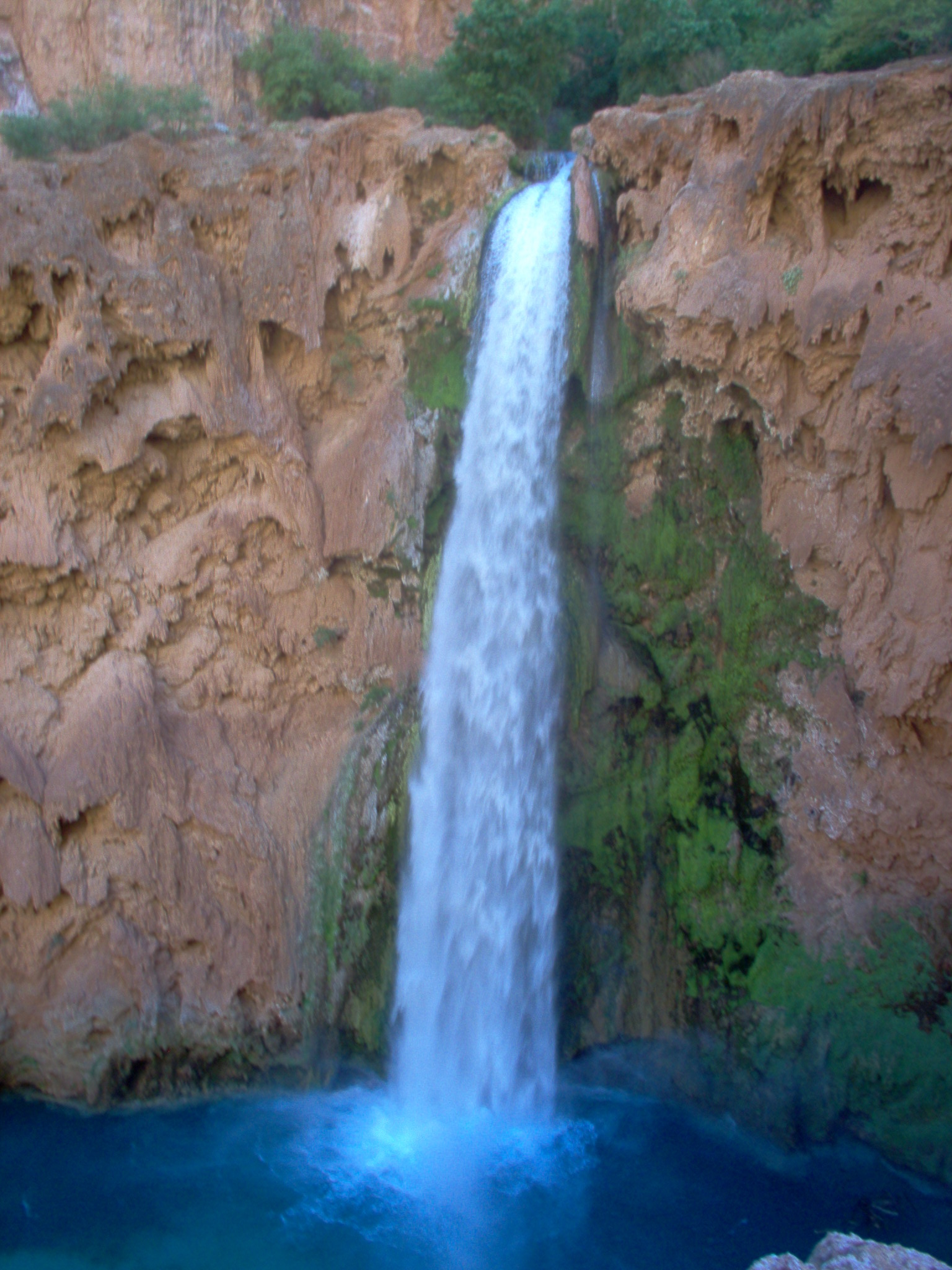
Mooney Falls, größter Wasserfall im Havasu Canyon

In der Sprache der Havasupai bedeutet Havsuw' blaugrünes Wasser (von ha für Wasser und suw’ oder vasu für blaugrün, türkis). Baaja oder auch Pai steht für Volk, Leute, Menschen. Die Havsuw' Baaja sind somit die Leute des blaugrünen Wassers – gemeint ist hiermit der Havasu Creek, die Lebensader der Reservation.

## Geographie
Das Reservat besitzt eine Grundfläche von 763,22 Quadratkilometer und wird im Norden vollständig vom Grand Canyon National Park umringt. Es liegt im Coconino County im Nordwesten von Arizona. Da es keinen direkten Straßenzugang besitzt, gilt es laut dem U.S. Department of Agriculture als eines der abgelegensten Reservate in Nordamerika. Einziger Ort und gleichzeitiges Verwaltungszentrum des Reservats ist das am Havasu Creek erbaute Supai. Hier konzentriert sich die Bevölkerung des Reservats. Supai ist PKW-frei und kann nur zu Fuß, mit Maultieren (die vor allem zur Postzustellung eingesetzt werden) oder mit Helikopter erreicht werden. Der Hauptzugang erfolgt ausgehend vom Hualapai Hilltop durch das Hualapai Canyon über eine Distanz von 13 Kilometer. Nächstgelegener Census-designated place (CDP – Gemeinde) ist Peach Springs, das 103 Kilometer weiter südwestlich liegt und vom Hualapai Hilltop aus über die geteerte BIA Road 18 erreicht wird.
Die Topographie des Reservats besteht aus der Hochplateaulandschaft des Coconino-Plateaus, in das sich teils tiefe Schluchten eingefräst haben. Das Plateau selbst gliedert sich in sanft rollende Wellenzüge, die von Schichtstufen des Kaibab Limestones unterbrochen werden. Prinzipieller Flusslauf des leicht nach Nordnordwesten geneigten Plateaus ist der Cataract Creek, der bei Williams entspringt. Er geht ab den Havasu Springs in den Havasu Creek über, welcher sich durch hohe Konzentrationen an Travertin auszeichnet. Der Travertin ist für die türkisblaue Färbung der Wasserläufe, Wasserfälle, Tosbecken und Gumpen verantwortlich. Beide Creeks zusammen bilden ein einziges Flusssystem – das Havasu Canyon Watershed, das den zweitgrößten linken Nebenfluss des Colorado Rivers darstellt. Die kleine, abseits gelegene riparische Oase Indian Garden im Grand Canyon gehört ebenfalls noch zum Reservat.
Herausragende Geländeerscheinungen sind unter anderem Long Mesa, Tenderfoot Mesa, The Great Thumb und Wigleeva, das Wahrzeichen von Supai. Die Hauptattraktion bildet natürlich der Havasu Creek, der auf 14 Kilometern 356 Meter an Höhe verliert und eine Reihe wunderschöner,  hintereinanderliegender Wasserfälle besitzt. Hierzu gehören in absteigender Reihenfolge die jetzt trocken gefallenen Navajo Falls, die Fifty Foot Falls, Little Navajo Falls, Havasu Falls, Mooney Falls und Beaver Falls.

## Geologie

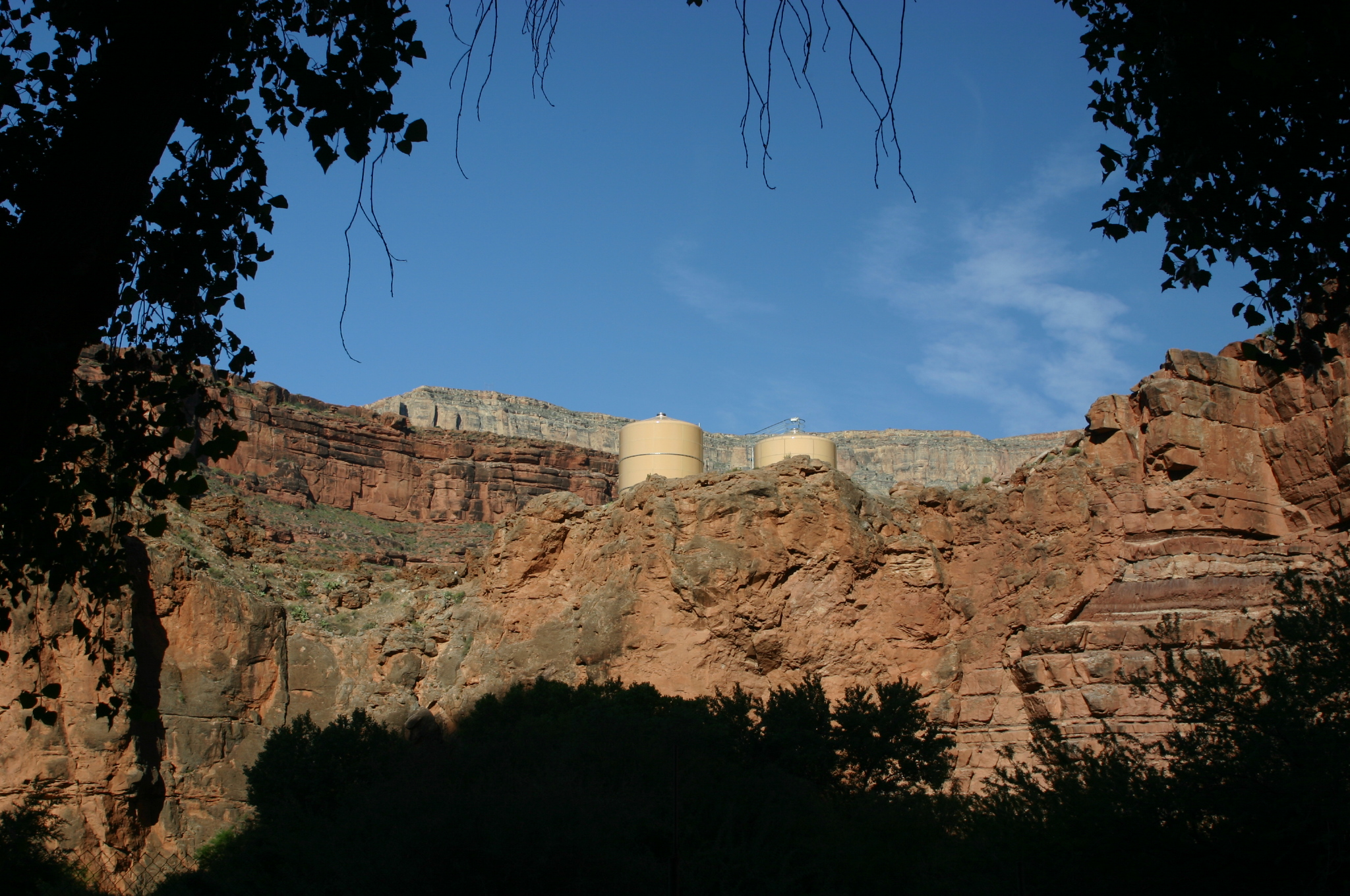
Im Vorder- und Mittelgrund die roten Gesteine der Supai Group, im Hintergrund die Steilstufe des hellen Kaibab Limestones

Geologisch wird die Havasupai Indian Reservation vom so gut wie flach liegenden paläozoischen Schichtstapel des Grand Canyons unterlagert. Die tiefstliegende Formation ist der oberkambrische Muav Limestone, der an der Mündung des Havasu Creeks in den Colorado River aufgeschlossen ist. Darüber folgen die Temple-Butte-Formation, der Redwall Limestone, die Surprise-Canyon-Formation und die Supai Group. Die rotgefärbte Supai Group endet mit dem Esplanade Sandstone, der eine erste größere Plattform bildet. Über diese Plattform legen sich sodann als zweite Geländestufe der Hermit Shale, der Steilwand bildende Coconino Sandstone, die Toroweap-Formation und im Hangenden schließlich der unterpermische Kaibab Limestone, der die weitausgedehnte Hochfläche des Coconino-Plateaus trägt.
Dieser recht einfache Bau wird tektonisch etwas verkompliziert, da das Schichtpaket während der Laramischen Gebirgsbildung am Übergang von der Kreide zum Tertiär leicht verformt wurde. So entstand beispielsweise eine Eindellung (Englisch Havasu Downwarp), deren Muldenachse dem Tal des Havasu Creeks folgt. Nur unweit weiter östlich verläuft hierzu parallel eine Monoklinale, die westvergente Supai Monocline. Es entstanden außerdem einige Querbrüche, wie etwa die Nordost-streichende Sinyala Fault.
Selbst Überreste pleistozänen Vulkanismus sind im Reservat erhalten, veranschaulicht durch die beiden Vulkanschlote Yumtheska Ost und Yumtheska West, die mit 780 000 Jahren datiert wurden.

## Ökologie
In den Canyons gedeiht riparische Flora mit wildem Wein der Art Vitis arizonica, Eschen und vor allem Frémont-Pappeln, die bei den Havasupai als Brennholz in hohem Ansehen stehen. Als Fauna sind vor allem Froschlurche (Dryophytes) der Art Dryophytes arenicolor, Baumwollschwanz-Kaninchen, Klapperschlangen, Königsnattern und der extrem seltene Kalifornienkondor anzuführen.

## Geschichte

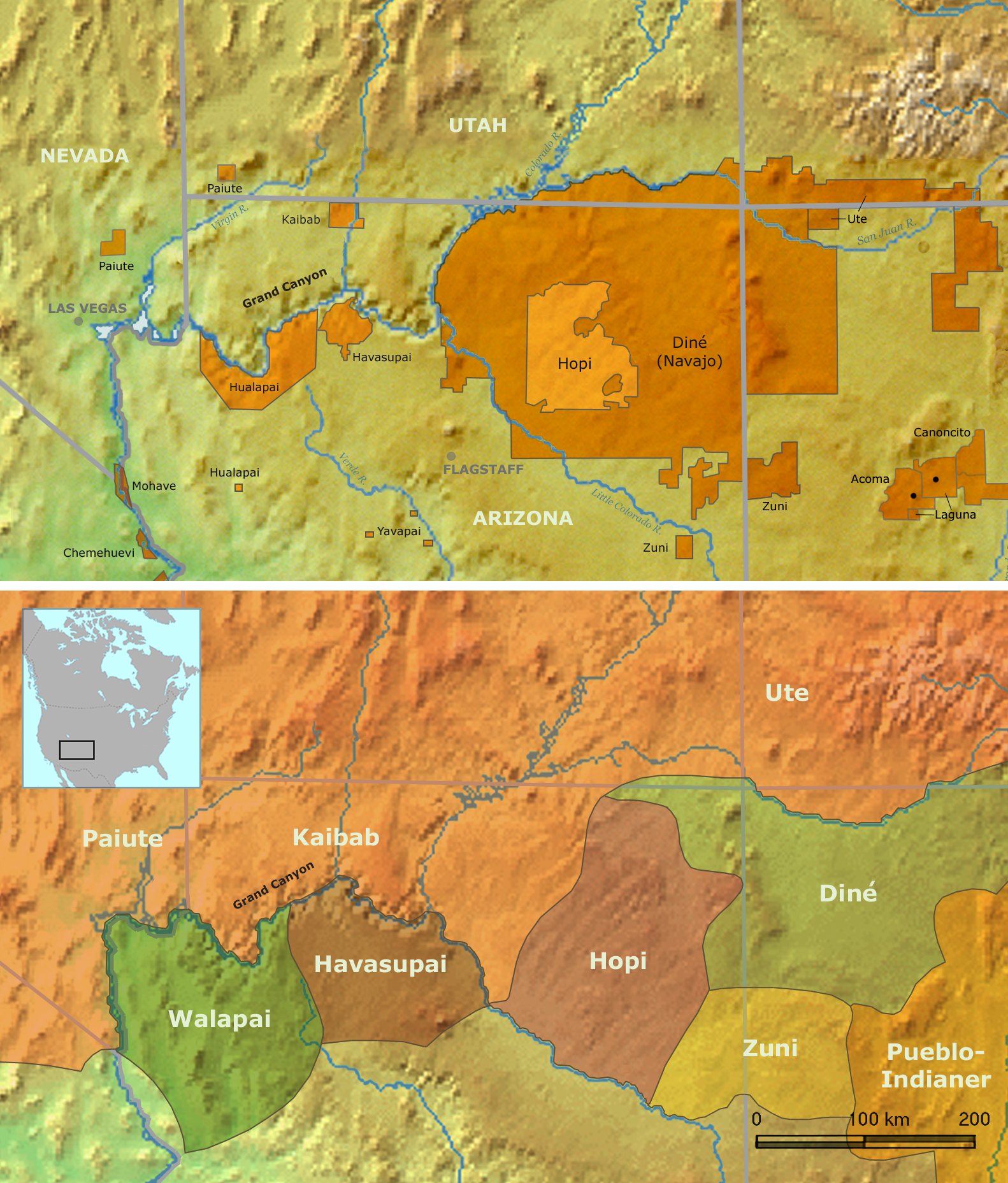
Reservate und Siedlungsgebiete der Indianerstämme im Südwesten der Vereinigten Staaten

Vor Ankunft der Europäer war das Stammesgebiet der Havasupai, das aus Canyons und Plateaus bestand, bereits über Jahrhunderte bewohnt worden. Es dürfte nahezu um den Faktor zehn größer als das jetzige Reservat gewesen sein. Im Norden reichte es an den Colorado River, im Osten an den Little Colorado River, im Süden bis in die Umgebung von Flagstaff und im Westen an den Oberlauf des Verde Rivers. Den Schwerpunkt bildete hierbei das fruchtbare Havasu Canyon, in dem die Havasupai im Frühjahr und im Sommer Ackerbau betrieben. Den Herbst und Winter verbrachten sie anschließend jedoch auf den umliegenden Hochplateaus mit Sammeln und Jagen. In den 1870er Jahren strömten zusehends europäische Prospekteure, Rancher und Siedler in das damalige Arizona Territory, so dass die Havasupai und auch andere Stämme schließlich in immer engere Lebensräume zurückgedrängt wurden.
Im Jahr 1882 etablierte Präsident Chester A. Arthur die Havasupai Indian Reservation mittels einer Executive Order, die den Stamm auf einen Raum von nur noch 2,096 Quadratkilometer Fläche im Havasu Canyon beschränkte. Sämtliche übrigen traditionellen Ländereien wurden von der Bundesregierung zur öffentlichen Nutzung freigegeben. Angeblich sollen sich die Havasupai über Jahre hinweg nicht über die Bedeutung dieser Entscheidung im Klaren gewesen sein. Die drastische Reduzierung ihrer Stammeslande führte aber notgedrungen zu einer ernsthaften Beeinträchtigung ihrer Lebensweise und deswegen zu dauernden Spannungen zwischen dem Stamm und der US-amerikanischen Regierung.
Mit der Errichtung des Grand Canyon National Parks im Jahr 1919 sah sich das Reservat schließlich vollständig von Parkland des Bundes umgeben. Aufgrund einer Vereinbarung mit der Bundesregierung blieben aber das Reservat und dessen zu ihm hinabführenden Zugangswege voll unter der Souveränität des Stammes. Der Stamm betrieb danach jahrelange Lobbyarbeit, um die Vereinigten Staaten dazu zu bewegen, mehr an altem Stammesland wieder zurückzugeben, jedoch ohne Erfolg. In den 1950ern hatte John McLaughlin – einer der Aufsichtsbeamten des Grand Canyon National Parks – sogar vorgeschlagen, das Reservat komplett zu integrieren – was jedoch vom Stamm abgelehnt wurde.
Die Unermüdlichkeit der Stammesbemühungen sollte sich letztlich ausbezahlen. So gewann der Stamm im Jahr 1968 bei der Indian Claim Commission erstmals ein Verfahren gegen die Bundesregierung. Die Urteilsbegründung gab an, dass im Jahr 1882 die Ländereien dem Stamm unrechtmäßig entzogen worden waren und dass der Stamm daher das Recht habe, diese unter Bezahlung eines fairen Marktpreises vom Staat wieder zurückzukaufen. Der Ankaufspreis kam auf mehr als eine Million Dollar – unter Berücksichtigung eines Werts von 55 Cents pro Acre. Der Stamm gab jedoch nicht auf, sondern bemühte sich weiter, die Stammeslande zurückzugewinnen, ohne dafür bezahlen zu müssen. Unterstützung fand er darin in der Regierung unter  Richard Nixon mit dem Kongressgesetz S. 1296, das eine Landrückgabe vorsah. Zu guter Letzt verabschiedete der Kongress der Vereinigten Staaten im Jahr 1975 den Grand Canyon National Park Enlargement Act (Nationalpark-Erweiterungsgesetz), der mit der Unterschrift von Präsident Gerald Ford am 4. Januar 1975 gesetzkräftig wurde. In diesem Vorgang wurden unter anderem 761,12 Quadratkilometer an Plateau- und Canyonländereien den Havasupai zurückerstattet – welche jetzt flächenmäßig die Hauptmasse des Reservats darstellen.
Das Reservat hatte im Jahr 2010 639 Einwohner – was einer Bevölkerungsdichte von 0,84 Einwohner pro Quadratkilometer entspricht. Im Stamm wird nach wie vor Havasupai gesprochen – eine Yuman-Sprache, die zu den rund 200 noch in Nordamerika verwendeten Indianersprachen zählt.

## Selbstverwaltung
Der Stamm verabschiedete seine eigene Verfassung am 27. März 1939. In ihr ist ein Regierungsorgan vorgesehen, welches aus einem siebenköpfigen Stammesrat, dem Havasupai Tribal Council, zusammengesetzt ist. Vier Ratsmitglieder werden für eine zweijährige Amtszeit gewählt, die restlichen Drei bestehen aus auf Lebenszeit eingesetzten Stammesälteren. Dem Stammesrat sitzt ein Präsident vor, der aus den Reihen der Ratsmitglieder gewählt wird. Derzeitige Präsidentin ist Eva Kissoon, die von Matthew Putesoy Sr. vertreten wird. Der Stammesrat ist für die meisten internen Angelegenheiten zuständig, wohingegen Angelegenheiten der Exekutive  – wie Aufrechterhaltung der inneren Ordnung, der Bundesgesetze und Wahrung und Schutz der Stammesinteressen – vom Bureau of Indian Affairs (BIA) wahrgenommen werden. Die Klinik des Indian Health Service gewährleistet die medizinische Versorgung, insbesondere bei Notfällen.

## Wirtschaft

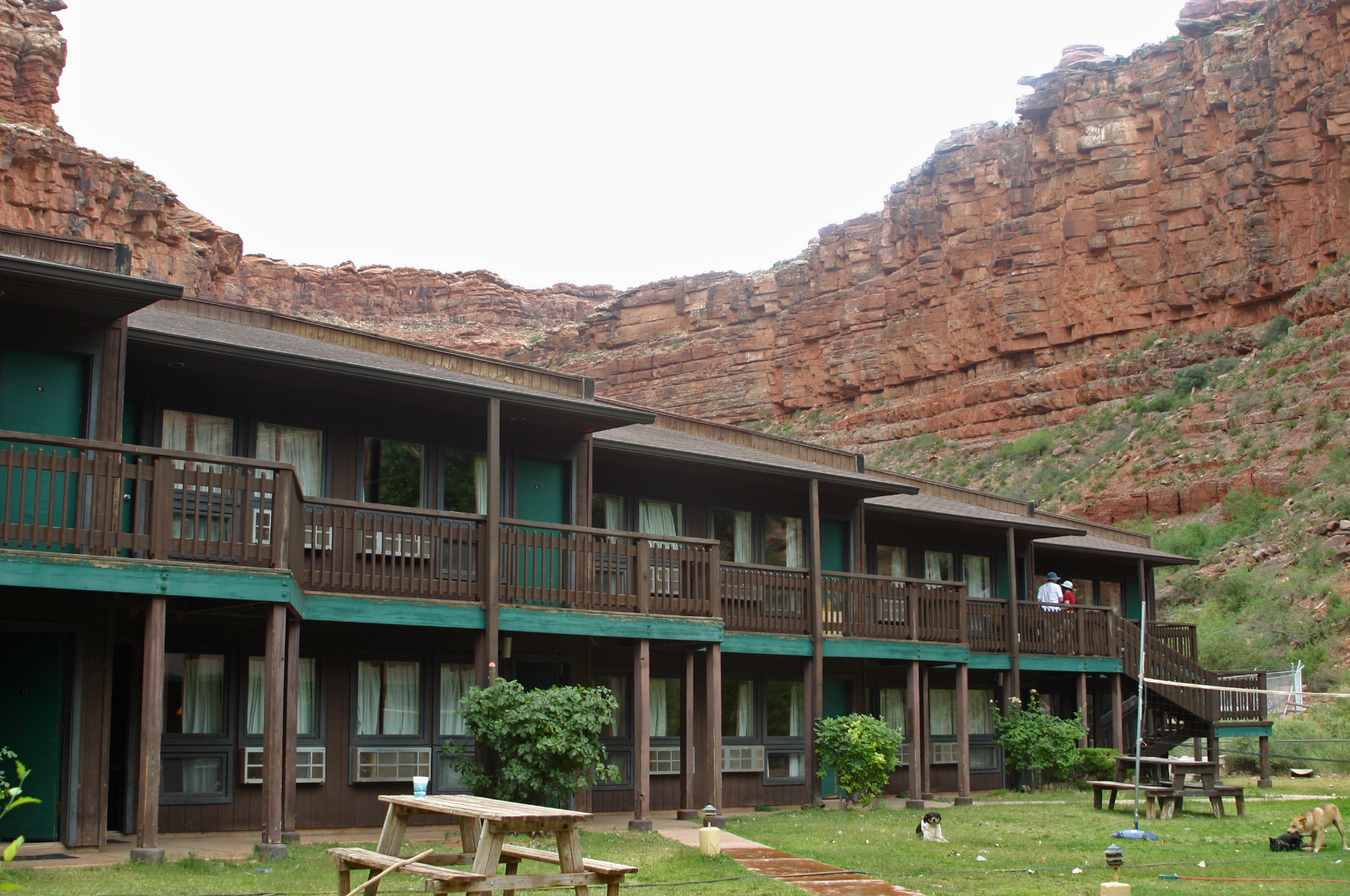
Die Havasupai Lodge, dahinter die roten Gesteine der Supai Group

Tourismus nimmt einen sehr hohen Stellenwert in der Wirtschaft des Reservats ein. Der Stamm betreibt sein eigenes Tourismus-Büro, ein Café, eine klimatisierte Lodge (die Havasupai Lodge – ein Vier-Sterne-Hotel) und einen kleinen Supermarkt. Einzelne Stammesangehörige haben kleine Unternehmen, leiten Besuchergruppen oder kümmern sich um die Logistik. Als Folge des Dammbruchs im Cataract Canyon im Jahr 2008 und der resultierenden Sturzflut wurde – neben den katastrophalen Umweltauswirkungen und den schweren Schäden an der Bausubstanz – auch die Tourismusbranche vollkommen ruiniert. Glücklicherweise erhielt der Stamm ein Darlehen über eine Million Dollar von der San Manuel Band of Mission Indians, um die wirtschaftlichen Schäden abzufedern.
Der Stamm betreibt ferner einen Campingplatz im Havasu Canyon und ein Stammesmuseum, das Havasupai Tribal Museum. Neben historischen Photographien des Reservats wird hier im Stamm hergestelltes Kunsthandwerk (Korbflechterei, Silberschmuck) zum Verkauf angeboten. Am zweiten Wochenende im August zelebriert der Stamm sein alljährliches Pfirsichfest (Peach Festival). In den Sommermonaten strömen immerhin 500 Besucher pro Tag ins Havasu Canyon, im Jahresschnitt werden rund 25 000 Besuche registriert.

## Bildungswesen
Die ortsansässige Grundschule (Havasupai Elementary School) steht unter der Aufsicht des Bureau of Indian Education, der Schulbehörde des BIA.

## Photogalerie

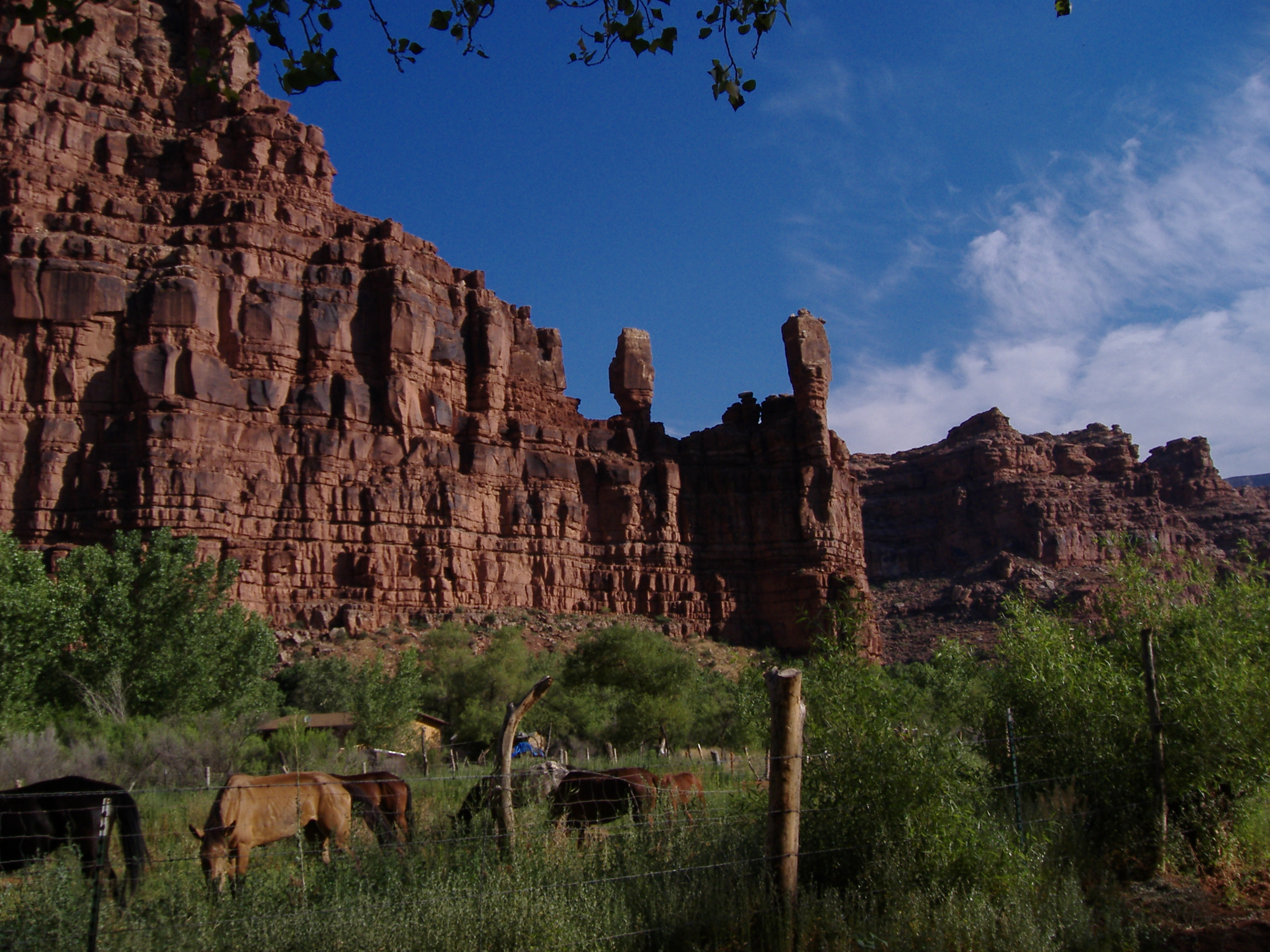
Wigleeva – Felstürme der Supai Group
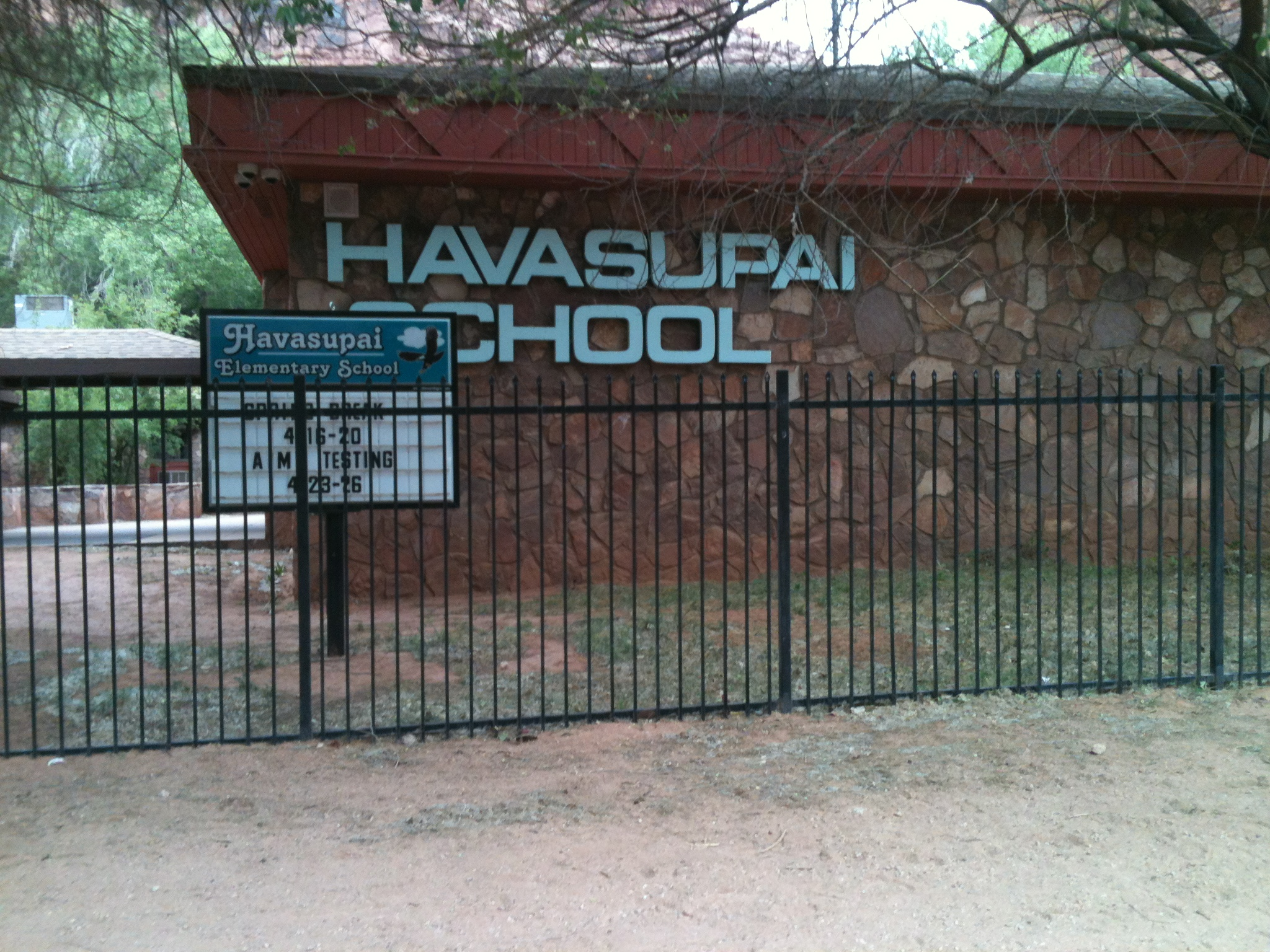
Die Grundschule in Supai
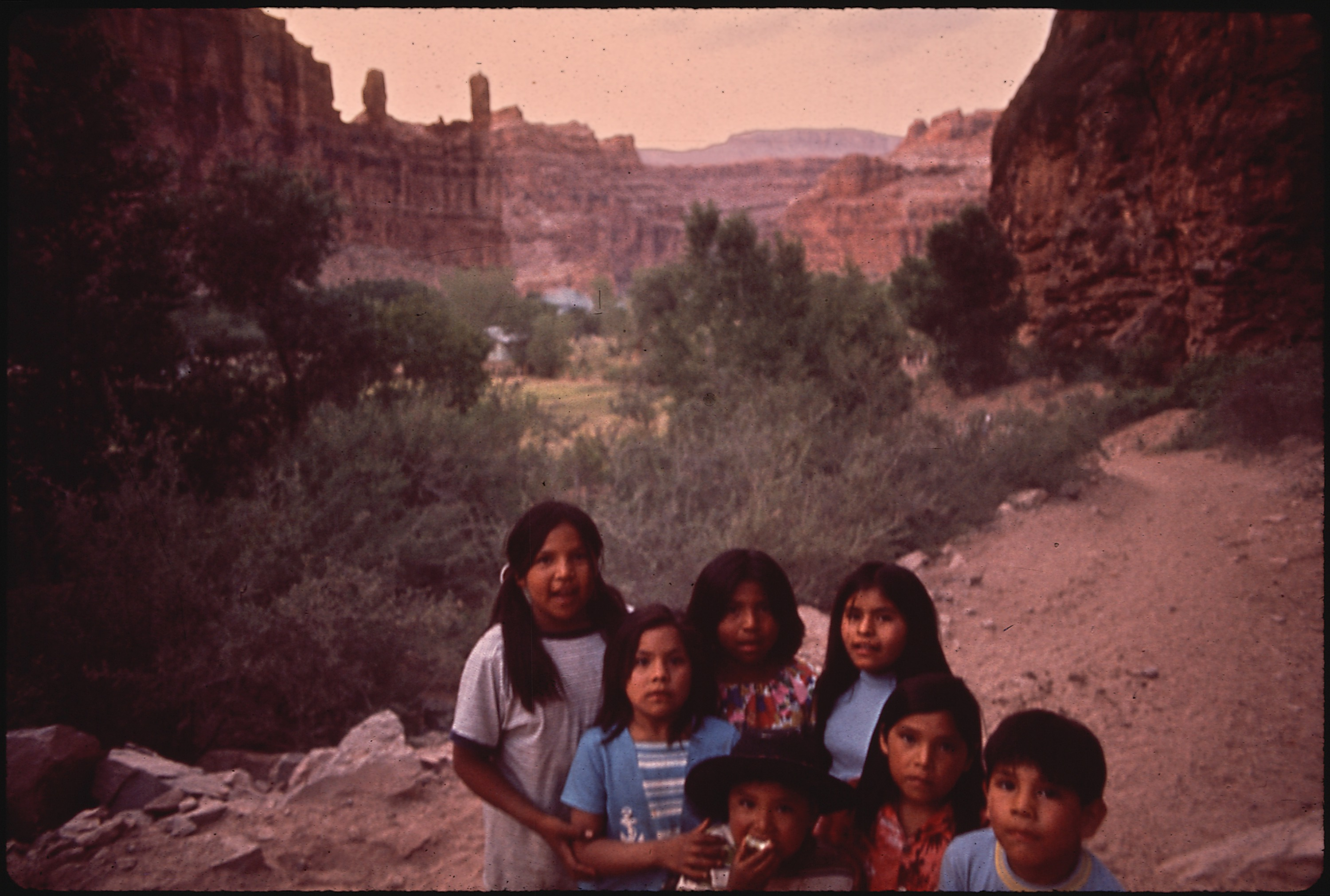
Die Kinder von Supai
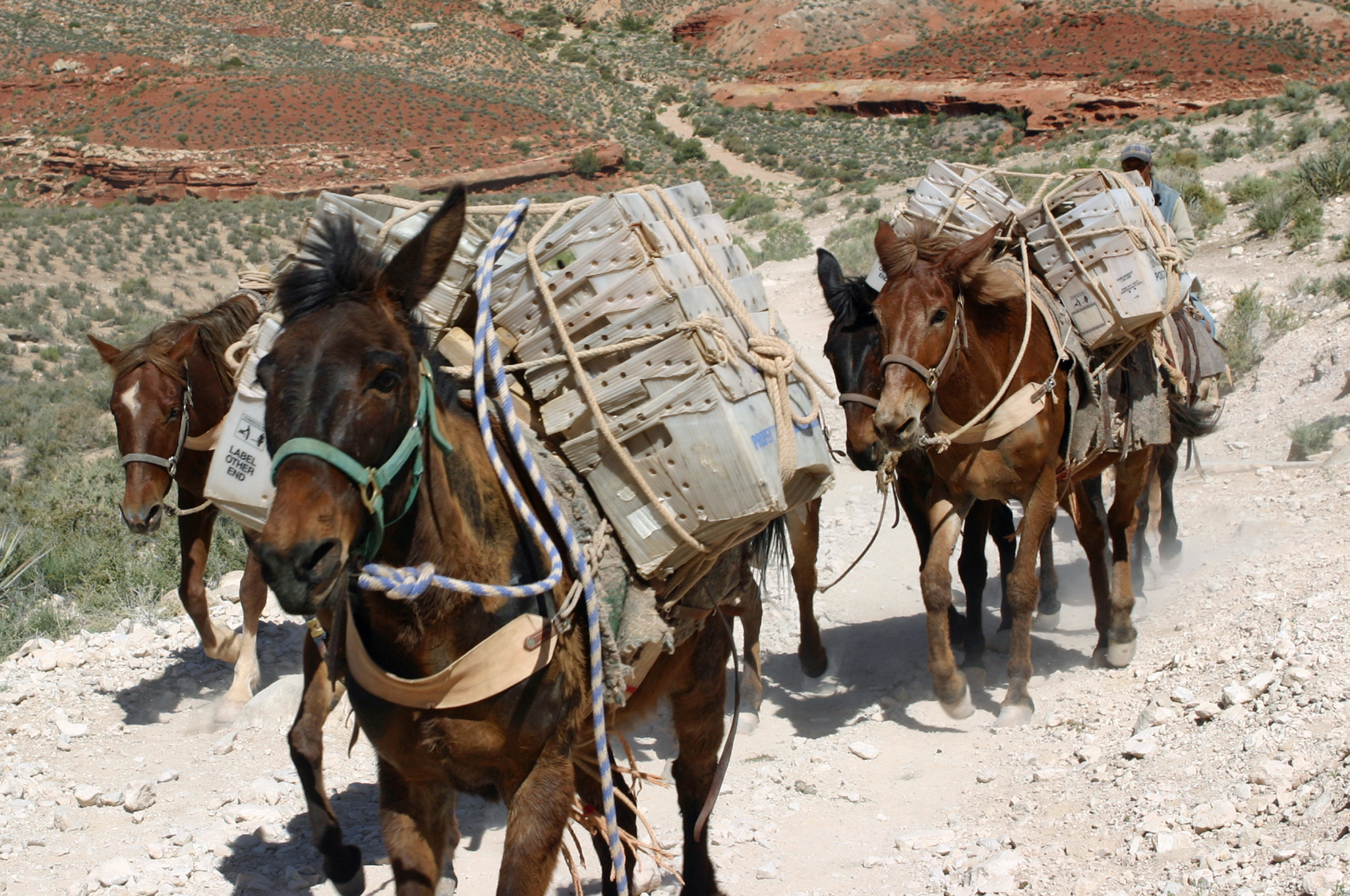
Die Maultier-Postzustellung unterwegs
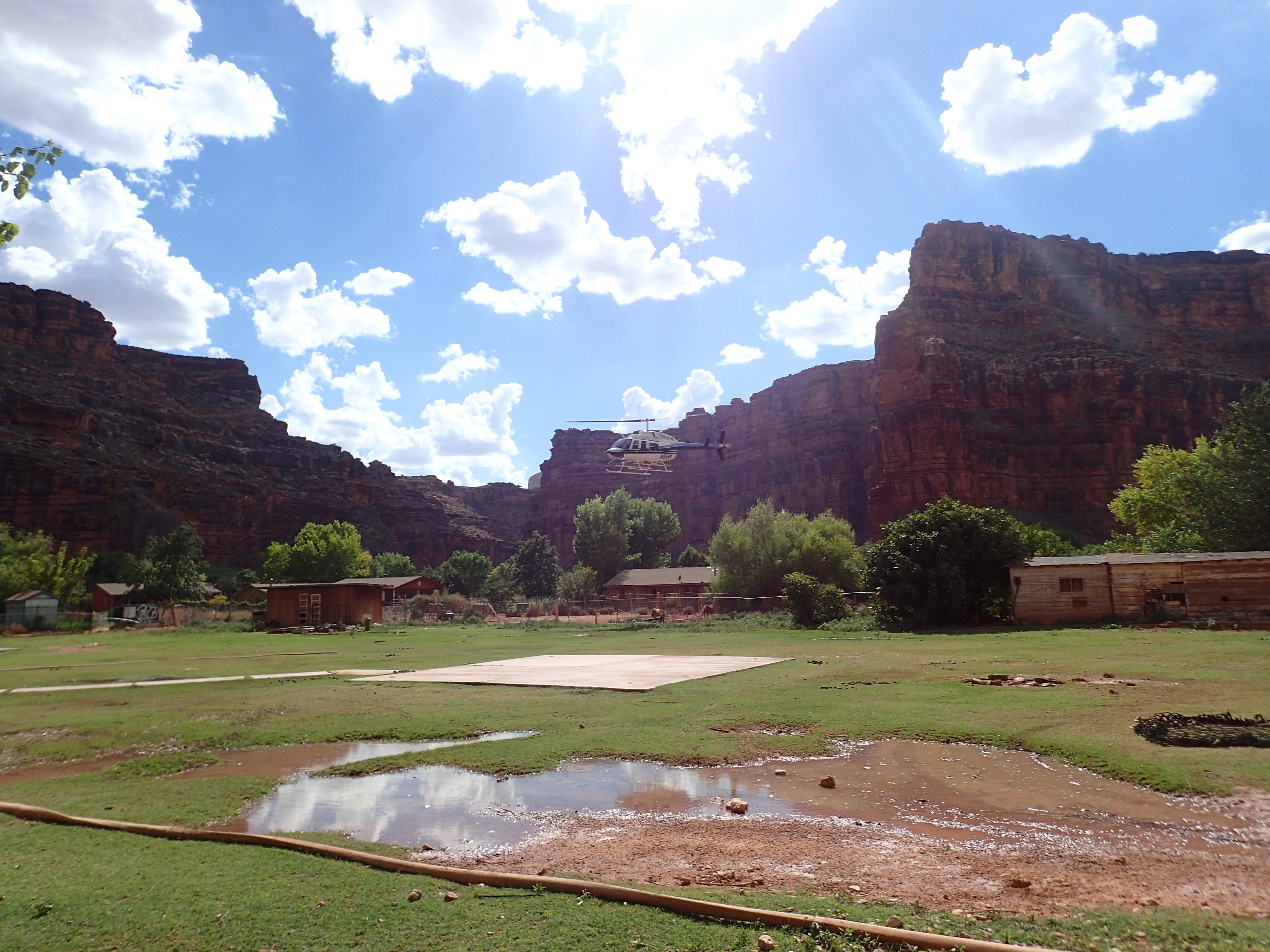
Der Helikopter-Landeplatz in Supai